# 应收账款保理
保理全称为保付代理，又称承购应收账款、托收保付、应收账款保理、新加坡译为“客账融资”或音译为“发达令”，在香港译为“销售保管服务”，台湾译为“应收账款管理服务”“应收账款承购业务”“账务代理”，中国大陆曾译为“客账受让”“代理融通”“应收账款权益售”“销售包理”“包理”“保付代理”等，指企业将应收账款按一定折扣卖给第三方（保理机构），获得相应的融资款，以利于现金的尽快取得。
保理的一般特点：
- 债务人如果拒付货款或不按期付款等，保理组织要承担全部风险。
- 保理组织承担资信调查、托收、催收账款，甚至代办会计处理手续。出卖应收债权的多为中小企业，往往需要委托保理组织提供上述服务。
- 预支货款。出卖债权后，立即收到现款，得到资金融通。

保理的分类：
- 有追索权保理与无追索权保理。 即发生债务违约后，保理组织是否有权向原债权人追索。典型的保理为无追索权。
- 单保理和双保理：前者一般仅有进口保理商，出口商即向进口商所在国的保理商提出申请，签订保付代理协议；后者同时具有进口保理商与出口保理商。
- 完全保理和不完全保理：是否提供贸易融资、买方资信调查、应收账款管理、信用风险担保等全部服务
- 融资保理与到期保理：后者是承担完全的信用风险但是不提供预付款融资，直到债务到期日才支付发票金额的保理。
- 公开型保理和隐蔽型保理：是否应将债权转让给保理商的事实通知债务人。俗称明保理和暗保理
- 银行保理和商业保理（由非银行保理商开展的保理业务）
- 国内保理和国际保理。保理作为比较新的国际贸易结算手段，有十多年的历史。
- 正向保理和反向保理：保理商向卖方预支应收货款为正向保理；保理商为买方垫付应付货款为反向保理。

## 現存經營應收賬款保理平台
在國外，Marketinginvoice、fundthrough等公司經營保付代理服務，主要提供予中小企業資金。